# 喬·蘭奇巴里
喬·蘭奇巴里（英語：Joe Launchbury；1991年4月12日—）是一位英格蘭橄欖球運動員。他是英格蘭國家橄欖球隊的一員，代表英格蘭參加了2015年世界盃橄欖球賽。